# Dây cung
Dây cung của một đường tròn (đôi khi chỉ được nói ngắn gọn là dây) là một đoạn thẳng mà cả hai đầu mút của nó đều nằm trên đường tròn.

Đoạn thẳng BX (màu đỏ) là một dây cung.

Một cát tuyến có thể được định nghĩa là đường thẳng chứa một dây cung.

## Các tính chất
Các dây cung của một đường tròn có một số tính chất sau đây:
1. Hai dây cung cách đều tâm khi và chỉ khi chúng có độ dài bằng nhau.
2. Đường trung trực của dây thì đi qua tâm.
3. Nếu hai đường thẳng chứa hai dây cung AB và CD của một đường tròn (hai cát tuyến) cắt nhau tại P, thì ta có hệ thức PA·PB = PC·PD (tính chất phương tích của một điểm).
4. Nếu hai góc thuộc cùng một đường tròn chắn hai dây cung bằng nhau hoặc cùng 1 dây cung thì 2 góc đó bằng nhau.

## Dây cung trong lượng giác
a) Góc lượng giác. Trên mặt phẳng, quay tia Ox quanh O đến tia Oy theo một chiều nhất định thì có một góc lượng giác, kí hiệu (Ox;Oy). Tia Ox là tia đầu (tia gốc), Oy là tia cuối (tia ngọn). Quy ước chiều ngược kim đồng hồ là chiều dương.
Hai góc lượng giác có cùng tia đầu và tia cuối thì có các số đo khác nhau một bội nguyên 360 (hay 2π).
b) Cung lượng giác
Trên đường tròn định hướng tâm O lấy hai điểm A,B. Một điểm chạy trên đường tròn theo một chiều nhất định từ A đến B vạch nên cung lượng giác, kí hiệu cung AB. Điểm A là điểm đầu, B là điểm cuối. Số đo cung AB kí hiệu số đo bằng số đo (OA,OB).
Hai cung lượng giác có cùng điểm đầu và điểm cuối thì có số đo khác nhau bội 3600 (hay 2π).
3. Hệ thức Salơ
Ba tia chung gốc OA,OB,OC bất kì thì:
số đo (OA,OB)+số đo (OB,OC)=số đo (OA,OC)+k.3600 (k2π)
4. Biểu diễn cung lượng giác trên đường tròn lượng giác
a) Đường tròn lượng giác là đường tròn định hướng có tâm là gốc O của hệ toạ độ trực chuẩn có bán kính bằng 1. Điểm gốc của cung lượng giác là điểm A(1;0)
b) Biểu diễn cung lượng giác trên đường tròn lượng giác có số đo bằng α bằng cách chọn điểm gốc là điểm A(1;0) là điểm ngọn M sao cho số đo cung AM bằng α.